# Kasta
Kasta (hiszp., port. casta „rasa, ród, rodowód” od łac. castus „czysty”)  – zamknięta warstwa społeczna, do której przynależność jest dziedziczna. Odrębność kast, wynikająca z przepisów religijnych lub prawnych, jest zwykle usankcjonowana zwyczajowo. Kasty zajmują określone obszary, a ich członkowie są związani ze sobą wspólnymi obrzędami i wykonywaniem tego samego zawodu. Kasty są zhierarchizowane, jedne uchodzą za lepsze, a drugie za gorsze.

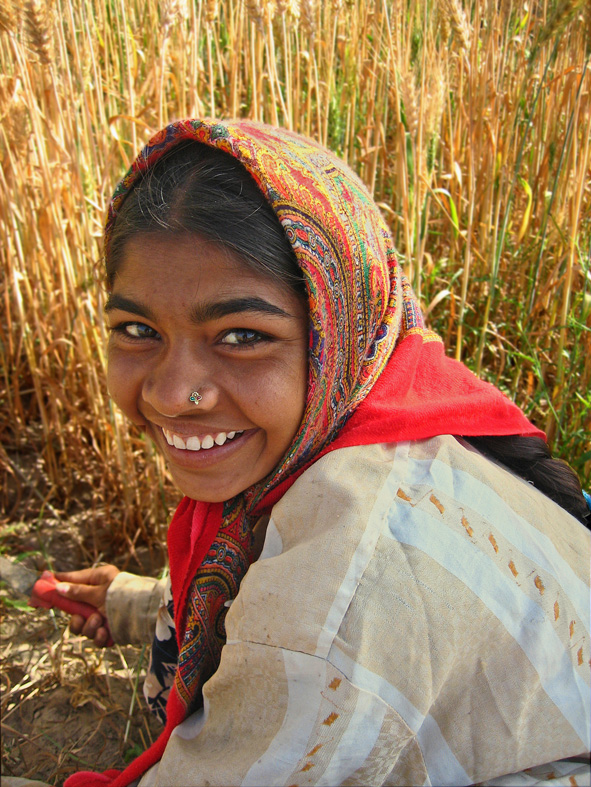
Kobieta z kasty Ahirów (Indie)

Kasty istniały i istnieją nadal w różnych społeczeństwach, jednak ze względu na swoją liczbę szczególnie charakterystyczne są dla społeczeństwa indyjskiego, w którym system kastowy jest  wzmacniany i utrwalany przez tradycyjne tabu hinduizmu.
Zgodnie z Rezolucją (2013/2676(RSP)) Parlamentu Europejskiego z  10 października 2013 roku w sprawie dyskryminacji ze względu na przynależność kastową pojęcie kasty ma wymiar społecznoreligijny, tak jak w Azji, gdzie osoby znajdujące się poza systemem kastowym są uważane za „nieczyste” i „nietykalne” z natury. W szerszym kontekście system kastowy oznacza jednak sztywny podział społeczeństwa na zhierarchizowane grupy określone ze względu na pochodzenie i pracę. Dyskryminacja ze względu na pracę i pochodzenie, w szerszym pojęciu stosowanym przez ONZ, jest formą dyskryminacji zakazaną przez międzynarodowy system praw człowieka, co stwierdzono w Powszechnej deklaracji praw człowieka, międzynarodowym Pakcie praw obywatelskich i politycznych, międzynarodowym Pakcie praw gospodarczych, społecznych i kulturalnych, międzynarodowej Konwencji w sprawie likwidacji wszelkich form dyskryminacji, międzynarodowej Konwencji w sprawie likwidacji wszelkich form dyskryminacji kobiet, Konwencji o prawach dziecka oraz konwencji nr 111 Międzynarodowej Organizacji Pracy. 
W czerwcu 2011 roku Githu Muigai, Specjalny Sprawozdawca ONZ ds. Rasizmu, podkreślił, że istotne jest, aby unikać ustanawiania jakiejkolwiek hierarchii między różnymi przejawami dyskryminacji, nawet jeśli mogą one mieć różny charakter i stopień w zależności od kontekstów historycznych, geograficznych i kulturowych, w tym dyskryminacji „społeczności romskiej w Europie i ofiar systemów kastowych w Afryce, Azji i na Bliskim Wschodzie”. 
Mimo działań podejmowanych przez rządy niektórych krajów borykających się z problemem kastowym w celu zapewnienia konstytucyjnej i ustawowej ochrony oraz specjalnych środków przeciwko dyskryminacji kastowej i „nietykalności”, dyskryminacja o podłożu kastowym nadal pozostaje rozpowszechniona i trwała, a jej oddziaływanie obejmuje wedle szacunków 260 mln ludzi na całym świecie. Najwięcej jej ofiar zamieszkuje w Azji, ale również na innych obszarach, w tym w Afryce i na Bliskim Wschodzie, istnieją duże ilości ofiar. Niewdrożenie przepisów ustawowych i strategii politycznych oraz brak skutecznych środków i sprawnie działających instytucji państwowych, w tym wymiaru sprawiedliwości i policji, wciąż są głównymi przeszkodami na drodze do likwidacji dyskryminacji o podłożu kastowym. 
W wielu krajach borykających się z problemem kastowym wciąż nie rozwiązano kwestii gromadzenia posegregowanych danych oraz nie zaspokojono potrzeby szczegółowego prawodawstwa i środków ochrony przed dyskryminacją kastową. Mimo wysiłków rządów i coraz większych starań niektórych agencji międzynarodowych kasty nadal cierpią z powodu surowych form wykluczenia społecznego, ubóstwa, przemocy, segregacji, nadużyć fizycznych i słownych związanych z przesądami i pojęciami czystości i nieczystości.
Istnienie kast sprzyja wiktymizacji określonych grup społecznych (np. wiktymizacja i wyzysk „niedotykalnych” w Indiach przez wyższe kasty), w tym niewolnictwu seksualnemu i pracy przymusowej, których nie należy uznawać za cenione wartości kulturowe czy elementy tradycji, ale raczej konsekwencję desperacji części społeczeństwa.